# Йоан Богоугодний

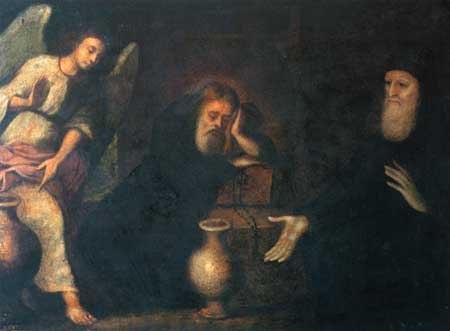
Преподобний Феофіл Сльозоточивий та брат його Йоан Богоугодний.

Йоан Богоугодний (XII століття, Київ) — православний святий, молодший брат Феофіла. Чернець Печерського монастиря. Преподобний.  

## Життєпис
Біографічних даних про життя прп. Йоана практично не збереглося. З ним пов'язана повчальна притча про смиренність і послух. Як оповідає "Патерик Печерський", Йоан був молодшим братом Феофіла, також ченця Печерського монастиря. Коли Йоан помер, він був похований у печері на верхньому місці, де Феофіл мав бути похований як старший. Коли Феофіл це побачив, він почав дорікати Марку, за те, що той поклав покійного на його місце. Преподобний Марко наказав небіжчикові Йоану піднятися й перелягти на нижче місце. Таке чудо зі своїм братом спонукало Феофіла до каяття за свої гордощі.

В акафісті всім Печерським преподобним про нього сказано: 
|  | «Радуйся, Іоане, бо послух і після кончини своєї проявив ти; радуйся, бо старшому брату ложе своє смертне уступив ти». |

## Мощі
Мощі прп. Йоанна спочивають у Ближніх печерах поруч зі старшим братом.
Пам'ять 28 вересня і 29 грудня.

## Джерело
- Словник персоналій Національного Києво-Печерського історико-культурного заповідника[недоступне посилання з квітня 2019] — ресурс використано за дозволом видавця.